# Масакр у селу Бујаковина
Масакр у селу Бујаковина је назив за масовно убиство становника српске националности у месту Бујаковина код Фоче, који су 1992. починили муслиманске војске, припадници Армије РБиХ. Злочин се догодио 22. јуна 1992. године када је убијено 15 мештана - жена и старијих особа.

## Масакр у селу Бујаковина
Напад је почео у зору 22. јуна 1992. године када су припадници диверзантског одреда из Вучева који припада фочанско-гатачкој бригади под командом ИОГ Горажде Армије БиХ извршили напад на српски засеок овог већински муслиманског села. Убијено је 15 цивила,  жена и старијих особа, а међу убијенима је било и једно дете.
Запаљено је 25 кућа а међу жртвама је било непокретних, слепих и болесних људи. Цивили су убијени тако што су прво мучени па убијени хладним оружјем, секиром и маљем. Неки су живи запаљени у својим кућама а други су пронађени са пререзаним вратом. Злочин је једино преживјела Милка Вучетић коју су војници покушали да злостављају. Она је испричала како су нападачи убили њеног свекра Јову Вучетића /72/ који је био слеп. Убијени су и њени рођаци Милан Вучетић /68/ и Милан Вучетић /82/ којем је била одсечена глава која је била набодена на колац. Алекса Елез /60/ душевно болесна особа, убијен је масакрирањем након чега је запаљен.
Тог дана убијени су: Душан Калајџић (1920), Јока Калајџић (1925), Милисав  Говедарица (1974), Илија Говедарица (1919), Илинка Говедарица (1924), Јово Вучетић (1920), Милка Вучетић (1924), Милан Вучетић (1910), Видосава Бјеловић (1914), Алекса Елез (1932), Радован Ђајић, Момир Кулић...
Бошњачки подаци наводе како је непосредно након овог злочина спаљено село бошњачко село Гудељ када је страдала угледна породица Реко. За почињени злочин нико није одговарао.